# 马克斯·梅茨克
马克斯·梅茨克（英語：Max Metzker，1960年3月8日—），澳大利亚男子游泳运动员。他曾代表澳大利亚参加1976年和1980年夏季奥林匹克运动会游泳比赛，其中1980年奥运会获得一枚铜牌。